# Meldunek (Kapitańska ziemianka)
Meldunek (Kapitańska ziemianka), ang. The Dispatch (The Captain's Dugout) – obraz olejny namalowany przez brytyjską malarkę Marjorie Violet Watherston w 1917, znajdujący się w zbiorach Imperial War Museum w Londynie.

## Opis obrazu
W ciemnej ziemiance, oświetlonej tylko świecą na butelce siedzący po lewej przy prowizorycznym biurku oficer (w domyśle kapitan) pisze meldunek paląc fajkę. Posłaniec stoi w hełmie Brodiego i płaszczu, czekając na dokument. Po prawej stronie na niskim krześle, siedzi oficer z gazetą na kolanach, który także pali fajkę.
Ten bardzo prosty w swoim przekazie obraz ukazuje typową „frontową sytuację” podczas I wojny światowej. Autorka w bardzo realistyczny sposób przedstawiła żołnierzy Brytyjskiego Korpusu Ekspedycyjnego – uczestników „wielkiej wojny”.